# انری فان شیک
انری فان شیک (انگلیسی: Henri van Schaik; ۲۴ ژوئیهٔ ۱۸۹۹ – ۱۹ اوت ۱۹۹۱) از برندگان مدال‌های بازی‌های المپیک تابستانی  اهل پادشاهی هلند بود.